# Prasophyllum petilum
Prasophyllum petilum är en orkidéart som beskrevs av David Lloyd Jones och Robert J. Bates. Prasophyllum petilum ingår i släktet Prasophyllum och familjen orkidéer.
Artens utbredningsområde är New South Wales. Inga underarter finns listade i Catalogue of Life.